# IC 943
IC 943 ist eine Balken-Spiralgalaxie vom Hubble-Typ SBbc im Sternbild Jungfrau nördlich der Ekliptik. Sie ist schätzungsweise 433 Millionen Lichtjahre von der Milchstraße entfernt und hat einen Durchmesser von etwa 90.000 Lichtjahren.
Im selben Himmelsareal befinden sich u. a. die Galaxien NGC 5300, IC 939, IC 940, IC 952.
Das Objekt wurde am 29. Juni 1892 vom französischen Astronomen Stéphane Javelle entdeckt.